# Кривава Маргарет

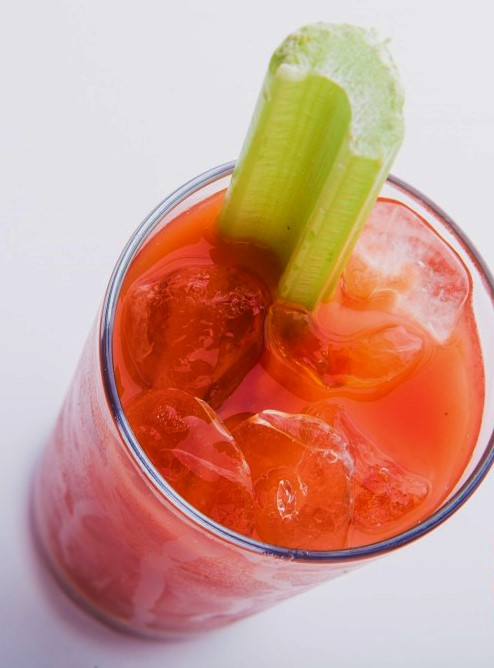

Кривава Маргарет (англ. Bloody Margaret)  — це варіація коктейлю Кривава Мері, виготовленого з джину замість горілки, відомий як Червоний Луціан (англ. Red Snapper)  у Сполучених Штатах.   

## Історія
За даними веб-сайту FoodRepublic.com, Червоний Луціан виник у Нью-Йорку після заборони. Французький бармен на ім'я Фернан «Піт» Петіо залишив бар Harry's New York Bar у Парижі, щоб працювати в King Cole Room у готелі St. Regis у Нью-Йорку. Петіо був відомий у Парижі напоєм з томатного соку та горілки «Кривава Мері», який, як повідомляється, був названий на честь клієнтки. У Нью-Йорку було важко дістати горілку, тож Петіот замінив її на Джин. Асторам, власникам St. Regis, не сподобалась назва Кривава Мері, тому замість нього було обрано Red Snapper. 